# Viatcheslav Egorov
Pour les articles homonymes, voir Egorov.
Viatcheslav Egorov  est un ancien joueur soviétique de tennis, né le 25 septembre 1938 et mort en novembre 2019 à Moscou.

## Palmarès
- Internationaux de France:huitieme de finale en 1967